# 格里明格 (加利福尼亞州)
格里明格（英語：Griminger）是位於美國加利福尼亞州埃爾多拉多縣的一個非建制地區。該地的面積和人口皆未知。

## 地理
格里明格的座標為38°43′11″N 120°24′37″W / 38.71972°N 120.41028°W，而該地的平均海拔高度為1495米（即4905英尺）。